# Андреевка (Мироновский район)
Андре́евка (укр. Андріївка) — село, входит в Мироновский район Киевской области Украины.
Население по переписи 2001 года составляло 116 человек. Почтовый индекс — 08853. Телефонный код — 4474. Занимает площадь 3,78 км². Код КОАТУУ — 3222988302.

## Местный совет
08853, Київська обл., Миронівський р-н, с.Центральне